# Флевес
Фле́вес (греч. Φλέβες) — греческий необитаемый островок в заливе Сароникосе, в 3 километрах от побережья Восточной Аттики, в 6 километрах к югу от малого города Вулиагмени и в 24 километрах к югу от Афин. В древности был известен как Фабра (др.-греч. Φαύρα). На островке есть маяк. Административно остров принадлежит к общине (диму) Вари-Вула-Вулиагмени в Восточной Аттике в периферии Аттике.
Длина острова 1,53 километра, ширина 1,4 километра. Наибольшая высота 65 метров.
Остров принадлежит министерству национальной обороны Греции. Во время Второй мировой войны островок был морским фортом. Немецкой авиацией 21 апреля 1941 года на якорной стоянке у островка был потоплен эсминец «Тиэлла».
Популярным для дайвинга является затонувшее в июне 1984 года у островка судно «Панайис» (Παναγής) длиной 55 метров с грузом пемзы на глубине до 14 метров.
На западе острова находится бухта, защищённая от ветров мельтеми.